# Municipio de Lave Creek
El municipio de Lave Creek (en inglés: Lave Creek Township) es un municipio ubicado en el condado de Sharp en el estado estadounidense de Arkansas. En el año 2010 tenía una población de 355 habitantes y una densidad poblacional de 5,89 personas por km².

## Geografía
El municipio de Lave Creek se encuentra ubicado en las coordenadas 36°8′7″N 91°37′5″O / 36.13528, -91.61806. Según la Oficina del Censo de los Estados Unidos, el municipio tiene una superficie total de 60.29 km², de la cual 60,29 km² corresponden a tierra firme y (0 %) 0 km² es agua.

## Demografía
Según el censo de 2010, había 355 personas residiendo en el municipio de Lave Creek. La densidad de población era de 5,89 hab./km². De los 355 habitantes, el municipio de Lave Creek estaba compuesto por el 96,34 % blancos, el 0,56 % eran de otras razas y el 3,1 % eran de una mezcla de razas. Del total de la población el 0,56 % eran hispanos o latinos de cualquier raza.